# 원오케이 필드
원오케이 필드(ONEOK Field)은 미국의 다목적 경기장이다. 오클라호마주 털사에 위치하고 있으며 USL 털사 라프넥스 FC와 마이너 리그 베이스볼 더블A 텍사스 리그 털사 드릴러스의 홈 경기장이다.